# Стукальський Олексій Віталійович
Олексі́й Віта́лійович Стука́льський (рос. Алексе́й Вита́льевич Стука́льский, нар. 8 липня 1988, Зеленоград, СРСР) — російський керлінгіст, учасник зимових Олімпійських ігор (2014). Багаторазовий чемпіон Росії, призер європейських молодіжних турнірів з керлінгу. Майстер спорту Росії. Ведуча рука — права.

## Життєпис
Олексій Стукальський народився у Зеленограді, що пізніше став одним з адміністративних округів Москви. Закінчив Російський державний соціальний університет. До того, як почати займатися керлінгом, пробував свої сили у плаванні та сучасному п'ятиборстві. У 2006–2009 роках входив до складу молодіжної збірної Росії, з 2008 року почав залучатися до поєдинків національної чоловічої збірної країни. У 2010 та 2012 роках завойовував звання чемпіона Росії. У 2013 році брав участь у чоловічому чемпіонаті світу з керлінгу в Канаді (перше змагання подібного рівня для збірної Росії).
У лютому 2014 року в складі збірної Росії, що отримала право брати участь у турнірі без відбіркових змагань, боровся за нагороди зимових Олімпійських ігор у Сочі. Був віце-скіпом команди. З 9 проведених на Іграх матчів росіянам вдалося перемогти лише у трьох, внаслідок чого вони посіли підсумкове сьоме місце і до раунду плей-оф не потрапили.

## Виступи на Олімпійських іграх
| Змагання                     | Місто | Місце | %   |
| ---------------------------- | ----- | ----- | --- |
| Зимові Олімпійські ігри 2014 | Сочі  | 7     | 76% |